# Dangerously in Love
Dangerously In Love este albumul de debut solo al cântăreței Beyoncé lansat pe 20 iunie 2003. De pe album fac parte Crazy in Love și Baby Boy care au ajuns  pe locul 1 în US Billboard 100, dar și piesele de top 5: Naughty Girl și Me, Myself and I. Albumul s-a vândut în peste 8 milioane de exemplare la nivel mondial.

## Lista pieselor
1. "Crazy in Love" – 3:56
2. "Naughty Girl" – 3:29
3. "Baby Boy" (cu Sean Paul) – 4:04
4. "Hip Hop Star" (cu Big Boi și Sleepy Brown) – 3:43
5. "Be with You" – 4:20
6. "Me, Myself and I" – 5:01
7. "Yes" – 4:19
8. "Signs" (cu Missy Elliott) – 4:59
9. "Speechless" – 6:00
10. "That's How You Like It" (cu Jay-Z) – 3:40
11. "The Closer I Get to You" (duet cu Luther Vandross) – 4:57
12. "Dangerously in Love 2" – 4:54
13. "Beyoncé Interlude" – 0:16

## Single-uri
- „Crazy in Love” a fost primul single lansat de pe Dangerously in Love. Piesa a atins prima poziție în clasamentul Billboard Hot 100, unde a staționat timp de opt săptămâni consecutive.[1] La nivel mondial cântecul a avut un succes similar, atingând prima poziție în United World Chart și clasându-se pe poziția secundă în topul anului 2003.[2]
- „Baby Boy”, cel de-al doilea single al albumului, a atins și el prima poziție în Billboard Hot 100, unde a staționat timp de nouă săptămâni consecutive.[3] În Europa și Oceania cântecul a ocupat locuri de top 10 în majoritatea clasamentelor unde a activat.[3] „Baby Boy” a atins poziția cu numărul 3 în United World Chart.[3]
- „Me, Myself and I”, prima baladă lansată de pe Dangerously in Love nu a experimentat succesul predecesorilor săi, „Crazy in Love” și „Baby Boy”, obținând poziții de top 10 doar în SUA (locul 4) și în Canada (locul 7), în Europa atingând doar trepte de top 40.[4]
- „Naughty Girl” a fost lansat ca ultimul single al albumului. Piesa a obținut poziții de top 10 în clasamentele din țări ca Australia, Canada, Noua Zeelandă, Regatul Unit și SUA.[5] „Naughty Girl” a devenit cel de-al cincilea single de top 5 al artistei în Billboard Hot 100.

## Clasamente și vânzări
| Clasament (2003)                 | Compania                                                    | Poziția maximă |
| -------------------------------- | ----------------------------------------------------------- | -------------- |
| U.S. Billboard 200               | Billboard                                                   | 1              |
| U.S. Top R&B/Hip-Hop Albums      | Billboard                                                   | 1              |
| U.S. Top Internet Albums         | Billboard                                                   | 1              |
| Australian Albums Chart          | Australian Recording Industry Association                   | 2              |
| Australian Urban Albums Chart    | Australian Recording Industry Association                   | 1              |
| Austrian Albums Chart            | Media Control Europe                                        | 3              |
| Belgian Albums Chart             | IFPI/Ultratop                                               | 3              |
| Brazilian Albums Chart           | Hot100Brasil                                                | 4              |
| Canadian Albums Chart            | Canadian Recording Industry Association / Nielsen SoundScan | 1              |
| Danish Albums Chart              | IFPI/Nielsen Music Control                                  | 5              |
| Dutch Albums Chart               | Mega Charts BV                                              | 4              |
| Finnish Albums Chart             | Swedish Recording Industry Association                      | 6              |
| French Albums Chart              | SNEP/IFOP                                                   | 14             |
| German Albums Chart              | Media Control                                               | 1              |
| Greek International Albums Chart | IFPI                                                        | 1              |
| Irish Albums Chart               | Irish Recorded Music Association                            | 1              |
| Italian Albums Chart             | Federation of the Italian Music Industry                    | 16             |
| Mexican Albums Chart             | AMPROFON                                                    | 2              |
| New Zealand Albums Chart         | Recording Industry Association of New Zealand               | 8              |
| Norwegian Albums Chart           | Verdens Gang                                                | 1              |
| Portuguese Albums Chart          | AFP/Nielsen                                                 | 16             |
| Russian Albums Chart             | NFPF                                                        | 2              |
| Swedish Albums Chart             | GLF                                                         | 11             |
| Swiss Albums Chart               | Media Control Europe                                        | 2              |
| UK Albums Chart                  | British Phonographic Industry                               | 1              |
| United World Chart               | Media Traffic                                               | 1              |